# Anchoa
Anchoa is een geslacht van ansjovissen uit de orde van haringachtigen (Clupeiformes).

## Soorten
(de lijst volgt Fishbase)
- Anchoa analis (Miller, 1945)
- Anchoa argentivittata (Regan, 1904)
- Anchoa belizensis (Thomerson & Greenfield, 1975)
- Anchoa cayorum (Fowler, 1906)
- Anchoa chamensis Hildebrand, 1943
- Anchoa choerostoma (Goode, 1874)
- Anchoa colonensis Hildebrand, 1943
- Anchoa compressa (Girard, 1858)
- Anchoa cubana (Poey, 1868)
- Anchoa curta Jordan & Gilbert, 1882
- Anchoa delicatissima Girard, 1854
- Anchoa eigenmannia Meek & Hildebrand, 1923
- Anchoa exigua (Jordan & Gilbert, 1882)
- Anchoa filifera Fowler, 1915
- Anchoa helleri (Hubbs, 1921)
- Anchoa hepsetus (Linnaeus, 1758)
- Anchoa ischana (Jordan & Gilbert, 1882)
- Anchoa januaria Steindachner, 1879
- Anchoa lamprotaenia Hildebrand, 1943
- Anchoa lucida Jordan & Gilbert, 1882
- Anchoa lyolepis (Evermann & Marsh, 1900)
- Anchoa marinii Hildebrand, 1943
- Anchoa mitchilli Valenciennes, 1848
- Anchoa mundeola (Gilbert & Pierson, 1898)
- Anchoa mundeoloides (Breder, 1928)
- Anchoa nasus (Kner & Steindachner, 1867)
- Anchoa panamensis (Steindachner, 1877)
- Anchoa parva (Meek & Hildebrand, 1923)
- Anchoa pectoralis Hildebrand, 1943
- Anchoa scofieldi (Jordan & Culver, 1895)
- Anchoa spinifer (Valenciennes, 1848)
- Anchoa starksi (Gilbert & Pierson, 1898)
- Anchoa tricolor (Spix & Agassiz, 1829)
- Anchoa trinitatis (Fowler, 1915)
- Anchoa walkeri Baldwin & Chang, 1970